# Schleinikon
Schleinikon is een gemeente en plaats in het Zwitserse kanton Zürich, en maakt deel uit van het district Dielsdorf.

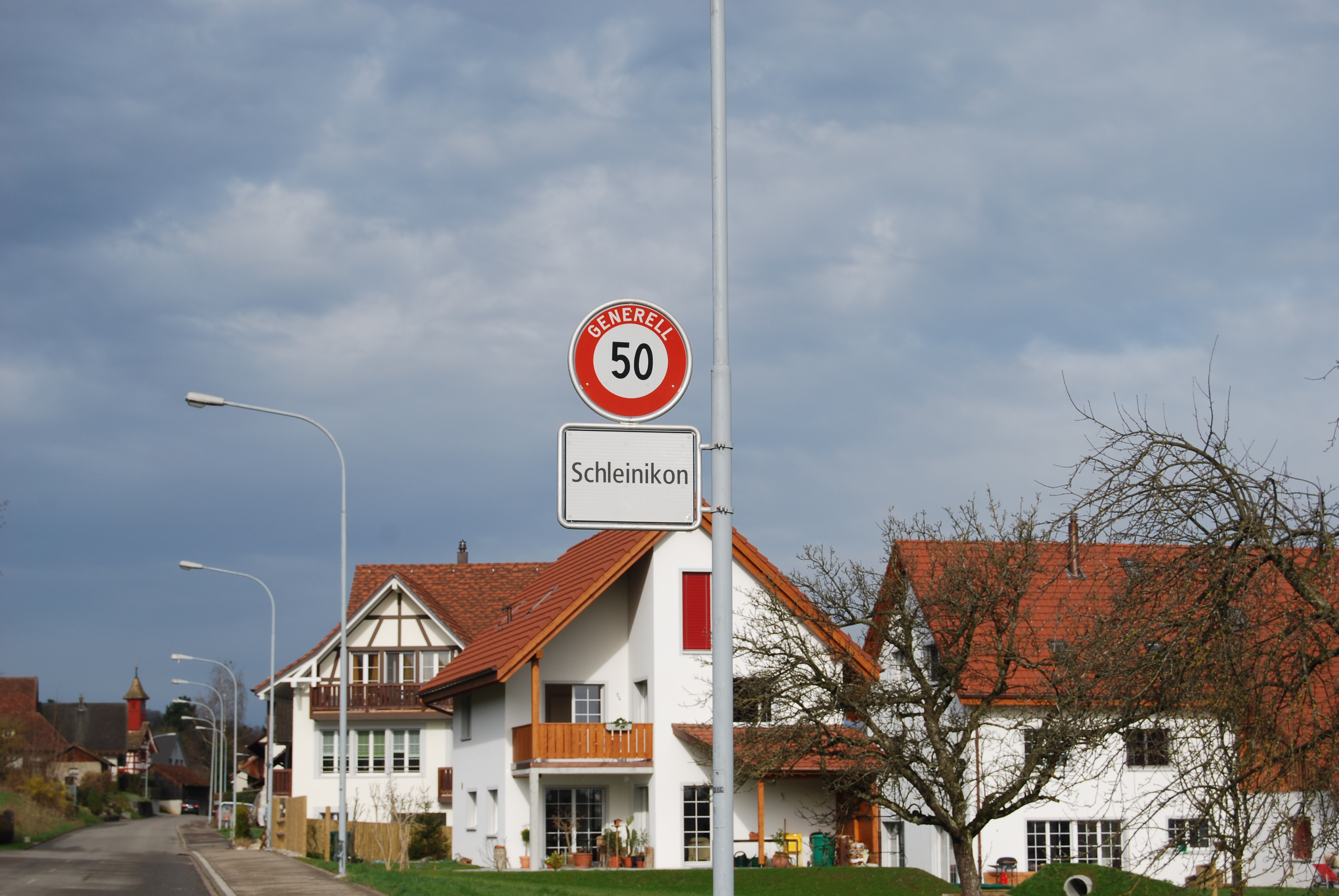
Schleinikon

Schleinikon telt 703 inwoners.